# Cratere Ngaio
Ngaio  è un cratere sulla superficie di Venere.